# HSC Francisco
HSC Francisco es un ferry catamarán de alta velocidad construido en 2012 por el astillero Incat, en Tasmania. Fue adquirido por Buquebus para operar la ruta internacional que conecta Buenos Aires con Montevideo, navegando por el Río de la Plata. Es, probablemente, el ferry de alta velocidad más rápido del mundo, y el primero en utilizar gas natural licuado como combustible. Fue bautizado en honor al primer papa latinoamericano, elegido pocos meses antes de su puesta en servicio. El prefijo HSC es la sigla naval para High Speed Craft, en español Embarcación de Alta Velocidad.

## Construcción
El barco fue encargado por la empresa Buquebus, con el objetivo de mejorar la competitividad de la conexión fluvial entre las capitales de Argentina y Uruguay. La ruta internacional tiene una intensa competencia entre el transporte marítimo y aéreo. El diseño y construcción estuvo a cargo de los astilleros Incat, ubicados en Tasmania, en el sudeste de Australia.

## Características técnicas
Wärtsilä fabricó los dos hidrojets axiales que propulsan el ferry. El sistema fue diseñado para ser instalado dentro de la popa, con el consiguiente ahorro de espacio. El sistema de propulsión controla el ángulo de dirección, la posición del timón y la velocidad del impulsor; puede ser operado alternativamente con control de palanca de mando o en piloto automático.
Además, el HSC Francisco está impulsado por dos turbinas a gas licuado natural (GNL). Para el encendido inicial, el ferry utiliza combustible convencional, pero durante su operación normal, funciona con gas natural, lo que contribuye a una operación más ecológica y eficiente.
Tiene capacidad para transportar 1000 pasajeros y 150 vehículos.

## Servicios
El ferry cubre la ruta Buenos Aires - Montevideo dos veces por día en cada sentido. El tiempo de viaje es de 2 horas 30 minutos.